# Elephantomyia (Elephantomyia) carbo sikkimensis
Elephantomyia (Elephantomyia) carbo sikkimensis is een ondersoort van de tweevleugelige Elephantomyia (Elephantomyia) carbo uit de familie steltmuggen (Limoniidae). De ondersoort komt voor in het Oriëntaals gebied.